# Nicolau Alexandre da Valáquia
Nicolau Alexandre (em romeno:  Nicolae Alexandru) foi um Príncipe da Valáquia entre 31 de Agosto de 1352 e 16 de Novembro de 1364, sendo que já governava associado ao seu pai Bassarabe I, ainda antes de 1343. 
O nome duplo deste príncipe parece significar que o príncipe, que inicialmente recebeu o batismo católico com o nome Alexandre, foi rebatizado mais tarde, após o rito ortodoxo, como Nicolau. 
Após uma resistência inicial às pressões para se tornar vassalo do Reino da Hungria, ele acabou por submeter-se à suserania de Luís I da Hungria em 1354 e reconheceu o direito da Igreja Católica Romana de estabelecer Missões religiosas no seu principado. Em 1355, Nicolau Alexandre chegou a um acordo com o rei da Hungria em troca da cidade de Severin.
A 28 de Junho de 1358, ele dá o primeiro privilégio comercial na Valáquia para os mercadores saxões de Brașov, assim como livre circulação pelo território valaquiano sem pagar taxas alfandegárias. 
Em 1359, fundou a primeira igreja metropolitana de Valáquia, sendo a sua sede anexada a Curtea de Argeș. Implementou ainda o cargo de Metropolita valaquiano da Igreja Ortodoxa, que dependia de Constantinopla.  O seu primeiro titular é Iachint de Vicina (f.1372). Esta igreja é reconhecida em Maio de 1359, pelo Patriarca Calisto I de Constantinopla.
Até o final do seu reinado, não melhorou, aparentemente, as suas relações com o rei húngaro. Nicolau Alexandre faleceu a 16 de Novembro de 1364, e foi sepultado na Igreja Campulung, fundada por ele e pelo seu pai. 

## Casamento e descendência
Ele foi casado três vezes. Do seu primeiro casamento com Maria Lackfy (faleceu antes ou c.1344), de fé grega ortodoxa, teve a seguinte descendência:
- Ladislau I (1325-1377), herdeiro do pai, sucedeu-lhe após a sua morte em 1364.
- Radu (1330-1383), sucedeu ao irmão Ladislau no trono.
- Isabel (1340-1369), casada em 1355 com o duque Ladislau II de Opole (faleceu em 1401).
- Vojislau (f. c.Janeiro de 1366)

Do segundo casamento, em 1344, com Clara Dobokay, de fé católica, teve a seguinte descendência:
- Ana, (n. c. 1345) casada com João Esracimir, czar búlgaro em Vidin.
- Anca (n. depois de 1345), casada com Estêvão Uroš V, Imperador da Sérvia.

A terceira esposa era Margarida Dabkai, da qual não teve descendência.